# Gaby Mudingayi
Gaby Mudingayi, född 1 oktober 1981, är en kongolesisk-belgisk fotbollsspelare. Mudingayi har tidigare spelat för bland annat Bologna FC och Inter. Han debuterade i Belgiens landslag 2003.